# Chaîne de l'Etoile- massif du Garlaban
Chaîne de l'Etoile- massif du Garlaban este o arie protejată (sit de importanță comunitară — SCI) din Franța întinsă pe o suprafață de 10.044 ha, integral pe uscat.

## Localizare
Centrul sitului Chaîne de l'Etoile- massif du Garlaban este situat la coordonatele 43°23′11″N 5°30′30″E / 43.38639°N 5.50833°E.

## Înființare
Situl Chaîne de l'Etoile- massif du Garlaban a fost declarat arie specială de conservare în baza directivei 92/43 din 1992 referitoare la conservarea habitatelor naturale și a faunei și florei sălbatice pentru a proteja 1 specie de plante și 6 specii de animale.

## Biodiversitate
Situată în ecoregiunea mediteraneană, aria protejată conține 11 habitate naturale: Pante stâncoase calcaroase cu vegetație casmofită, Pajiști uscate seminaturale și facies de acoperire cu tufișuri pe substraturi calcaroase (Festuco-Brometalia) (* situri importante pentru orhidee), Matorral arborescenți cu Juniperus spp., Lande oro-mediteraneene cu formațiuni endemice de grozamă, Peșteri inaccesibile publicului, Galerii de Salix alba și de Populus alba, Păduri de Ilex aquifolium, Izvoare petrifiante cu formare de travertin (Cratoneurion), Grohotișuri termofile și vest-mediteraneene, Pseudostepă cu ierburi și specii anuale de Thero-Brachypodietea, Păduri de Quercus ilex și Quercus rotundifolia.
La baza desemnării sitului se află mai multe specii protejate:
- plante (1): Arenaria provincialis
- mamifere (2): liliac cu aripi lungi (Miniopterus schreibersii), liliac cu urechi de șoarece (Myotis blythii)
- nevertebrate (4): croitorul mare al stejarului (Cerambyx cerdo), fluturele auriu (Euphydryas aurinia), Euplagia quadripunctaria, rădașcă (Lucanus cervus)

Pe lângă speciile protejate, pe teritoriul sitului au mai fost identificate 15 specii de plante, 1 specie de păsări, 3 specii de amfibieni, 10 specii de reptile.